# Augusto Medina
Augusto Medina, vollständiger Name Augusto Fabián Medina Chocho, (* 8. März 1993 in Pando) ist ein uruguayischer ehemaliger Fußballspieler.

## Karriere
Der 1,80 Meter große Defensivakteur Medina stand in der Spielzeit 2013/14 im Erstligakader des Club Atlético Peñarol und lief in jener Saison in zwei Partien der Primera División auf. Ein Tor schoss er nicht. Im August 2014 wechselte er auf Leihbasis zum Zweitligisten Central Español. In der Spielzeit 2014/15 wurde er zweimal (kein Tor) in der Segunda División eingesetzt. Anfang Januar 2015 kehrte er zu Peñarol zurück. Einsätze bei den „Aurinegros“ sind im Anschluss nicht verzeichnet. In der zweiten Januarhälfte 2016 wurde erneut ausgeliehen. Aufnehmender Verein war dieses Mal der Zweitligist Boston River, für den er in der Clausura 2016 ein Zweitligaspiel (kein Tor) absolvierte. Nach 2017 ist keine Vereinsstation für Medina mehr bekannt.